# 奈良県道15号桜井明日香吉野線
奈良県道15号桜井明日香吉野線（ならけんどう15ごう さくらいあすかよしのせん）は、奈良県桜井市から吉野郡吉野町に至る主要地方道に指定された県道である。

## 概要
明日香村の奥山から島庄までの区間は、日曜・祝日に二輪車の通行が制限される。

### 路線データ
- 起点：桜井市阿部（阿部交差点、国道165号・国道169号交点）
- 終点：吉野郡吉野町（吉野山、奈良県道37号桜井吉野線に連続）

## 歴史
- 1955年（昭和30年）、主要地方道桜井吉野線として認定。[要出典]
- 1982年（昭和57年）、現在の路線名に改称。[要出典]

## 路線状況

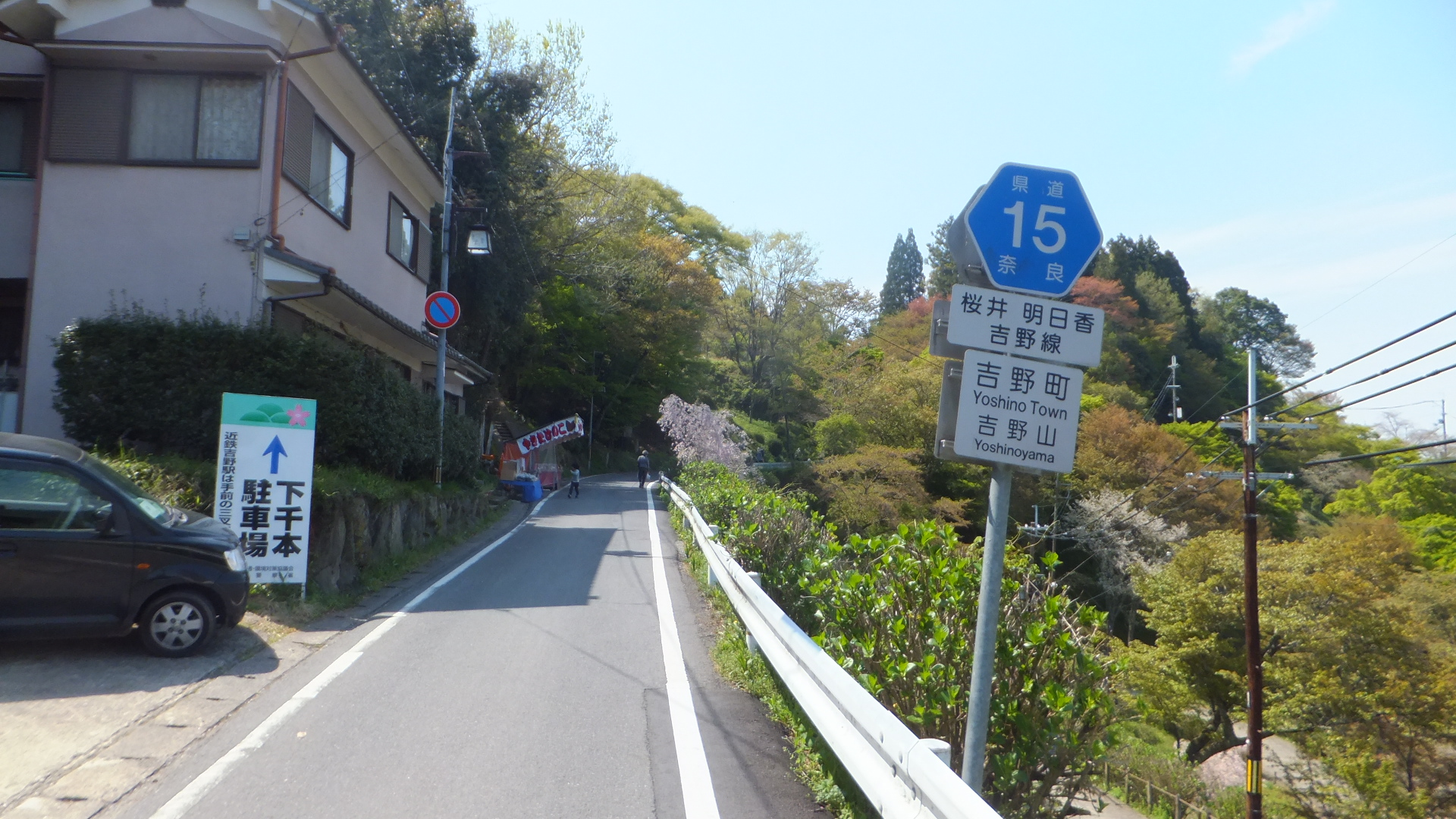
本道の標識
吉野郡吉野町吉野山で撮影

### 重複区間
- 奈良県道155号多武峯見瀬線（高市郡明日香村島庄 - 高市郡明日香村上居）
- 奈良県道37号桜井吉野線（吉野郡吉野町志賀 - 吉野郡吉野町立野）
- 国道169号（吉野郡吉野町立野 - 吉野郡大淀町吉野大橋北詰）
- 奈良県道39号五條吉野線（吉野郡吉野町橋屋 地内）
- 奈良県道39号五條吉野線（吉野郡吉野町六田 - 吉野郡吉野町橋屋）

## 地理

### 通過する自治体
- 奈良県
- 桜井市 - 高市郡明日香村 - 高市郡高取町 - 吉野郡吉野町 - 吉野郡大淀町 - 吉野郡吉野町

### 交差する道路
| 交差する道路                          | 交差する場所 | 交差する場所 | 交差する場所 | 交差する場所 | 備考                                                 |
| ------------------------------------- | ------------ | ------------ | ------------ | ------------ | ---------------------------------------------------- |
| 国道165号 国道169号 桜井バイパス      | 奈良県       | 桜井市       | 桜井市       | 阿部         |                                                      |
| 奈良県道124号橿原神宮東口停車場飛鳥線 | 奈良県       | 高市郡       | 明日香村     | 奥山         |                                                      |
| 奈良県道155号多武峯見瀬線             | 奈良県       | 高市郡       | 明日香村     | （島庄）     |                                                      |
| 奈良県道155号多武峯見瀬線             | 奈良県       | 高市郡       | 明日香村     | （島庄）     |                                                      |
| 奈良県道255号寺前千股線               | 奈良県       | 吉野郡       | 吉野町       | （千股）     |                                                      |
| 奈良県道37号桜井吉野線                | 奈良県       | 吉野郡       | 吉野町       | （志賀）     |                                                      |
| 奈良県道28号吉野室生寺針線            | 奈良県       | 吉野郡       | 吉野町       | （河原屋）   |                                                      |
| 国道169号                             | 奈良県       | 吉野郡       | 吉野町       | （立野）     | ※ここから吉野郡大淀町吉野大橋北詰まで国道169号と重複 |
| 国道169号                             | 奈良県       | 吉野郡       | 大淀町       | 吉野大橋北詰 |                                                      |
| 奈良県道39号五條吉野線                | 奈良県       | 吉野郡       | 吉野町       | （橋屋）     |                                                      |
| 奈良県道39号五條吉野線                | 奈良県       | 吉野郡       | 吉野町       | （六田）     |                                                      |
| 奈良県道167号吉野神宮停車場線         | 奈良県       | 吉野郡       | 吉野町       | （吉野山）   |                                                      |
| 奈良県道257号才谷吉野山線             | 奈良県       | 吉野郡       | 吉野町       | （吉野山）   |                                                      |
| 奈良県道37号桜井吉野線                | 奈良県       | 吉野郡       | 吉野町       | （吉野山）   |                                                      |

※ 交差する場所の括弧書きは地名、それ以外は交差点名で表示

### 沿線
- 安倍文殊院
- 山田寺跡
- 奈良県立万葉文化館
- 岡寺
- 石舞台古墳
- 吉野山
- 吉野神宮
- 金峯山寺
- 吉水神社